# Ophiolimna placentigera
Ophiolimna placentigera är en ormstjärneart som först beskrevs av George Richard Lyman 1880.  Ophiolimna placentigera ingår i släktet Ophiolimna och familjen knotterormstjärnor. Inga underarter finns listade i Catalogue of Life.